# Сатай (Узункольский район)
Сатай (каз. Сатай, до 2019 года — Суворово) — село в Узункольском районе Костанайской области Казахстана. Административный центр Сатайского сельского округа. Код КАТО — 396657100.

## История
В октябре 2019 года село Суворово переименовано в Сатай, а Суворовский сельский округ — в сельский округ Сатай. В декабре того же года в состав села включены сёла Пилкино и Казанка, расположенные в нескольких километрах к северу и северо-востоку соответственно от Сатая.

## География
Находится примерно в 46 км к северо-востоку от районного центра, села Узунколь. В 5 км к востоку от села расположено озеро Сладкое, в 6 км к юго-востоку — озёра Колдушка и Малая Колдушка, в 5 км к северу — озеро Кондыколь.

## Население
В 1999 году население села составляло 665 человек (329 мужчин и 336 женщин). По данным переписи 2009 года в селе проживало 628 человек (314 мужчин и 314 женщин).